# ФАЮР
ФАЮР — российский футбольный клуб из Беслана, выступавший во втором дивизионе российского первенства.

## История
Профессиональный футбольный клуб был создан в начале 2010 года под названием «Беслан-ФАЮР». Получил комплектацию местными воспитанниками футбольной школы «ФАЮР-Союз», созданной в 2001 году, игроками «Автодора», у которых закончились контракты в конце 2009 года, и рядом опытных приглашённых футболистов. Президентом клуба являлся Александр Албегов — основатель юношеского футбольного клуба «ФАЮР-Союз» и глава одноимённой группы компаний. В сезоне 2010 клуб был заявлен в зону «Юг» второго дивизиона первенства России. С 2011 года назывался ФАЮР. По ходу функционирования во втором дивизионе испытывал финансовые трудности, из-за которых существовала угроза снятия с первенства. Позже потерял статус профессионального и в первенство второго дивизиона зоны «Юг» на сезон 2012/2013 не заявился.

## Цвета клуба
| Синий | Белый |

## Статистика выступлений
|         | Лига (первенство)          |          | Кубок | Главный тренер | Домашний стадион (вместимость)                       |
| Сезон   | Лига (первенство)          |          | Кубок | Главный тренер | Домашний стадион (вместимость)                       |
| Сезон   | Лига (первенство)          | Место    | Кубок | Главный тренер | Домашний стадион (вместимость)                       |
| ------- | -------------------------- | -------- | ----- | -------------- | ---------------------------------------------------- |
| 2010    | Второй дивизион, зона «Юг» | 6 из 17  | 1/512 | Заур Тедеев    | «Аланхим» (СОК им. Е. Тедеева), Октябрьское (3000)   |
| 2011/12 | Второй дивизион, зона «Юг» | 11 из 18 | 1/32  | Заур Тедеев    | запасное поле стадиона «Спартак», Владикавказ (1560) |